# Бета-цилиндр
β-цилиндр — разновидность третичной структуры белков; β-складчатый слой, свернутый с образованием замкнутой структуры, в которой первая цепь водородными связями связана с последней. Как правило, β-цепи в β-цилиндрах расположены в антипараллельной ориентации. Чаще всего β-цилиндры формируют такие белки, как порины и другие пронизывающие мембраны белки, и белки, связывающие внутри цилиндра гидрофобные лиганды, такие как липокалины. Примерно 2-3 % генов в грамотрицательных бактериальных геномах кодируют бета-цилиндры.
Во многих случаях пряди содержат чередующиеся неполярные (гидрофильные и гидрофобные) аминокислоты, так что гидрофобные остатки ориентированы во внутреннюю часть цилиндра с образованием гидрофобного ядра, а полярные остатки ориентированы наружу цилиндра на открытой для растворителя поверхности. Порины и другие мембранные белки, содержащие бета-цилиндры, меняют эту картину, причем гидрофобные остатки ориентированы наружу, где они контактируют с окружающими липидами, а гидрофильные остатки ориентированы к водной внутренней поре.
Все бета-цилиндры можно классифицировать по двум целочисленным параметрам: число прядей в бета-листе, n, и «число сдвига», S, мера колебания цепей в бета-листе. Эти два параметра (n и S) связаны с углом наклона бета-нитей относительно оси ствола.

### Дальнейшее чтение
- Branden, Carl. Introduction to protein structure / Carl Branden, John Tooze. — 2nd. — New York : Garland Pub., 1999. — ISBN 978-0-8153-2304-4.
- Michalik M, Orwick-Rydmark M, Habeck M, Alva V, Arnold T, Linke D (2017). An evolutionarily conserved glycine-tyrosine motif forms a folding core in outer membrane proteins. PLOS ONE. 12 (8): e0182016. Bibcode:2017PLoSO..1282016M. doi:10.1371/journal.pone.0182016. PMC 5542473. PMID 28771529.{{cite journal}}:  Википедия:Обслуживание CS1 (не помеченный открытым DOI) (ссылка)
- Hayward S, Milner-White EJ (October 2017). Geometrical principles of homomeric β-barrels and β-helices: Application to modeling amyloid protofilaments (PDF). Proteins. 85 (10): 1866–1881. doi:10.1002/prot.25341. PMID 28646497.